# Verneuil-sur-Seine
 Verneuil-sur-Seine  es una población y comuna francesa, en la región de Isla de Francia, departamento de Yvelines, en el distrito de Saint-Germain-en-Laye y cantón de Triel-sur-Seine.

## Demografía
| 617                       | 611 | 650 | 583 | 577 | 545 | 528 | 571 | 583 | 596 | 631 | 626 | 600 | 612 | 619 | 658 | 684 | 661 | 646 | 695 | 714 | 776 | 890 | 1 341 | 1 563 | 1 620 | 2 118 | 4 573 | 7 405 | 9 988 | 11 303 | 12 499 | 14 538 | 15 524 |
| (Fuente: INSEE y Cassini) |     |     |     |     |     |     |     |     |     |     |     |     |     |     |     |     |     |     |     |     |     |     |       |       |       |       |       |       |       |        |        |        |        |